# Bleptina diopis
Bleptina diopis är en fjärilsart som beskrevs av George Francis Hampson 1904. Bleptina diopis ingår i släktet Bleptina och familjen nattflyn. Inga underarter finns listade i Catalogue of Life.